# Луд, збуњен, нормалан (12. сезона)
Једанаеста сезона телевизијске серије Луд, збуњен, нормалан премијерно је емитована на Нова у БиХ и Нова ТВ у Хрватској.

## Радња
Згоде и незгоде Фазлиновића се настављају, али без Фарука који се преселио у Шведску код стрица Исмета. Срећа се Фазлиновићима осмехнула јер им се вратила Шефика, а Маријина срећа није била већа од кад се Фуфе вратио из Америка пун као брод.

## Улоге
| Глумац             | Улога             |
| ------------------ | ----------------- |
| Мустафа Надаревић  | Изет Фазлиновић   |
| Моамер Касумовић   | Дамир Фазлиновић  |
| Татјана Шојић      | Марија Шарафова   |
| Бранко Јанковић    | Милутин Фуфе Чмар |
| Тарик Џинић        | Џебра Фазлиновић  |
| Јасна Жалица       | Шефика Рондић     |
| Адмир Гламочак     | Јуре Заклан       |
| Шериф Аљић         | Милорад Чичић     |
| Харис Бурина       | Јаков             |
| Александрар Сексан | Ђидо Мова         |
| Давор Голубовић    | Згембо            |
| Џана Пињо          | Барбара           |

## Списак епизода
| Бр. еп. (у серији) | Бр. еп. (у сезони) | Датум емитовања     | ТВ емитер     | Назив                                                  | Сиже |
| ------------------ | ------------------ | ------------------- | ------------- | ------------------------------------------------------ | --- |
| 301                | 1                  | 10. септембар 2021. | Нова ТВ (ХРВ) | Љута храна пече пута два                               | Ђидо Мова преузима случај и истражује неверство мале Тиџе, супруге Асафа Kлизовића, ситног преваранта, који је због крађе неколико пумпи за дојиље завршио у затвору. Марију пуштају из затвора. Изет одржава састанак кућног савета на којем, на себи својствен начин, објашњава финансијску ситуацију у којој се налазе. Дамир, Џебра и Шефика су потпуно шокирани његовим идејама за излазак из кризе. Шефика је одлучила да се храни у фаст фуду, јер јој се то више исплати. Марија у Сан Ремо уводи нову врсту пива, да би га се решила организује такмичење у изједању љутих пилећих крилаца. |
| 302                | 2                  | 13. септембар 2021. | Нова ТВ (ХРВ) | Каква демонстрација силе                               | Мехо и Згембо су у просторијама странке. Згембо саопштава Мехи да је опљачкао трафику. Џебра има нову ђевојку Ему. Дамир се интересује за згодну зубарку Данку Муратовић, коју је угледао код Марије у Сан Рему. Ема не жели имати интимне односе са Џебром из „хигијенских“ разлога. Згембо жели лажну личну карту, јер не жели у затвор због пљачке. Мехо препоручује Џебри доктора Здравка, који ће решити његов „проблем“. Мехо је постао члан партије СПK. |
| 303                | 3                  | 14. септембар 2021. | Нова ТВ (ХРВ) | Мој ректални интегритет би у затвору био угрожен       | Згембо је завршио у затвору. Трафику је опљачкао подстакнут лошим финансијским стањем партије. Изет наговара адвокака Јуру да извуче Згембу из затвора. Изет добија телефонски позив из старачког дома у који је смештен Згембин отац. Марија ангажује Јакова, као професионалног фотографа, да јој направи фотографије хране за мени. Шефика је савршено средила стан, али се Изет бахати и поново прави хаос. Изет добија позив из магазина БХ Менаџер, хоће да направе интервју са њим. Поново тера Шефику да почисти стан. Полицајац код Џебре у џепу проналази пакетић марихуане. |
| 304                | 4                  | 15. септембар 2021. | Нова ТВ (ХРВ) | Нема закона да леш човјека не смије бити у кухињи      | Шефика гледа Изету у шољицу и види добитак у 8 и 10. Дамир чита Изету хороскоп где му је прогнозиран финансијски добитак. Изет фалсификује штедну књижицу и прикључује се партији покера, коју је организовао Јаков. Превара је откривена и Изет је Јакову дужан 5000 KМ. Санитарни инспектор долази у Сан Ремо. Згембо објашњава Јури да му треба адвокат, но овај га не жели слушати. Kада Изет сазна о чему је реч, преузима ствари у своје руке. Згембо, Изет и адвокат Средоје Гузина разговарају о тестаменту и условима. Згембо може наследити новац, само ако се ожени. Изету сине идеја, идеална супруга за тај фиктивни брак је Шефика. Венчање је организовано у Сан Рему, а матичар је Идриз, старац од 90 година. |
| 305                | 5                  | 16. септембар 2021. | Нова ТВ (ХРВ) | Све се правним путем може ријешити                     | Јуре је љут на Шефику, јер се удала за Згембу. Згембо у Сан Рему великодушно троши новац од наследства. Шефика притиска Изета да организује развод што пре. Сви би требали, по пређашњем договору, имати финансијску корист. Џебра прави интернет профил Сан Рема како би се Марији побољшао промет. Изет никако да дође до Згембе, а Јаков му виси за вратом због дуга. Дамир је уловио Згембу, али Згембо неће да се разведе. Џебра и Ема смишљају како да преваре Емине родитеље и на рачун тога зараде неки новац. Јуре открива грешку у уговору. |
| 306                | 6                  | 17. септембар 2021. | Нова ТВ (ХРВ) | Мехо да га зашарафа на зид                             | Јуре је приморао Згембу на развод. Изет има пуну торбицу новца. Мехо монтира 6 реза на врата, да би се Изет осећао сигурним. Јуре предлаже Шефики да да отказ и да је упозна са финансијским саветником. Чаробњаком за инвестиције. Дамир поново превише пије. Мехо тражи од Згембе капитал да уложи у посао. Изет у потпуној параноји, набавља сеф. Згембо купује мотор. |
| 307                | 7                  | 8. новембар 2021.   | Нова ТВ (ХРВ) | Хало, Џордан, хај молим те мало тамо на помоћни терен! | Јуре и Шефика су покрадени. Специјалци су ухитили Меху и Изета. Из затвора ће га извадити Јуре, али то ће га скупо коштати. Фуфе се вратио из Америке јер му је тамо пропао бизнис. У Дамиров живот се поново враћа Барбара. Јуре тражи мишљење од Др. Ђуричка. Жели прогласити Изета неурачунљивим. Згембо упознаје Фуфета, аутоматски постају ривали и заказују двобој. Изет је проглашен неурачунљивим и завршио је у болници. |
| 308                | 8                  | 9. новембар 2021.   | Нова ТВ (ХРВ) | Једва сам га замјетио у шумици                         | Јуре тражи од Изета 50.000 KМ или ће им узети стан. Дамир је украо новац из Изетовог сефа. Изет не види други излаз из ситуације, осим да наплати премију осигурања. Дамир је и даље луд за Барбаром. Згембо је несретан, јер не може наћи жену. Главни узрок је хендикеп око кога ће му помоћи Мехо. Марија помаже Шефики да одабере секси рубље. Док се Изет бори са наплатом осигурања, Дамир и Барбара обнављају своју везу. |
| 309                | 9                  | 10. новембар 2021.  | Нова ТВ (ХРВ) | Обећавам да ћу од Миљацке направити Неретву            | Дамир покушава увести Барбару у Џебрин живот. Јуре жели купити стан за новац који је добио од Изета. Изетова предизборна кампања се захуктава, али он има достојног противника. Kонце му мрси дугогодишњи ривал Милорад Чичић. Мехо игра двоструку игру. Згембо набавља „шоље за канцеларију“. Џебра прихваћа обновљени однос између Дамира и Барбаре. Барбара поново одлази, овај пут са свим новцем из ташне. Полиција хапси Изета и Милорада. |